# Louvigny de Montigny

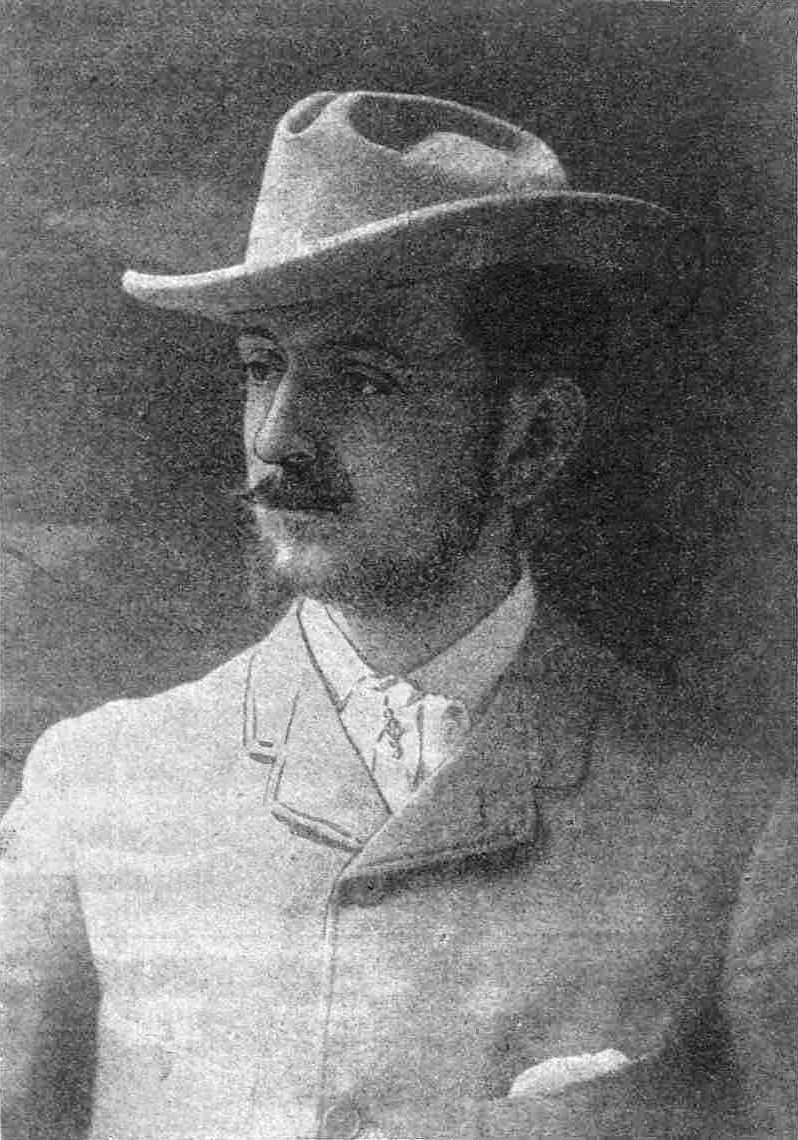
Louvigny de Montigny

Louvigny Testard de Montigny (Pseudonym: Carolus Glatigny; * 1. Dezember 1876 in Saint-Jérôme; † 20. Mai 1955 in Ottawa) war ein kanadischer  Journalist, Schriftsteller und Kritiker.
De Montigny besuchte das Collège Sainte-Marie und studierte Jura an der Université Laval in Montreal. Er wandte sich dann dem Journalismus zu und gründete die Zeitschriften Les débats (1899) und Gazette municipale, deren Chefredakteur er wurde. 1894 zählte er zu den Gründern der École littéraire de Montréal. Er veröffentlichte Gedichte in verschiedenen kanadischen Zeitschriften und verfasste einige Prosawerke und Theaterstücke, darunter Rigodon du diable (1898) und Les boules de neige. Von 1910 bis zu seinem Tod 1955 arbeitete er als Übersetzer für den Senat von Kanada.
1916 unterstützte er maßgeblich die Veröffentlichung des Romans Maria Chapdelaine von Louis Hémon, der 1913 bei einem Unfall ums Leben gekommen war. 1925 wurde er zum Chevalier der Légion d’Honneur ernannt. Er verfasste Studien und Essays zu Hémons Roman, die 1937 unter dem Titel La Revanche de Maria Chapdelaine erschienen. Für diese Arbeiten wurde er mit einem Preis der Académie française ausgezeichnet. Seiner Auseinandersetzung mit den Problemen der französischen Sprache in Kanada entsprangen Schriften wie La langue française au Canada (1916) und sein Essay Au pays du Québec, für den er 1945 den Prix Ernesta Stern der Société des gens de lettres erhielt. Im selben Jahr erhielt er auch den Prix de la langue française der Académie française.